# Cruz flechada

Cruz flechada.

La cruz flechada es una cruz cuyos brazos terminan en puntas de flechas, en la terminología tradicional de la heráldica. En el uso cristiano, los extremos de esta cruz se asemejan a las barbas de anzuelos de pesca, o las lanzas de pescar. Esto alude al símbolo de Ichthys de Cristo, y es sugestivo de los "pescadores de hombres", un tema en el Evangelio.
En el uso moderno, el símbolo se ha asociado con organizaciones extremistas después de la cruz de la flecha (Nyilaskereszt), símbolo que fue utilizado en Hungría en los años 1930 y 1940 como el símbolo de un partido nacionalsocialista, el Partido de la Cruz Flechada. El símbolo consta de dos extremos con flechas verdes, en una configuración en cruz sobre un fondo circular negro, muy similar a la esvástica nazi alemán. El símbolo de la cruz flechada permanece fuera de la ley en Hungría. Un símbolo similar, el Crosstar, ahora es utilizado por el Movimiento Nacionalista, un grupo supremacista blanco con sede en los Estados Unidos. Un símbolo similar, versión modificada de la cruz portuguesa, ahora es utilizado por el antiguo movimiento monárquico brasileño Acción Imperial Patrianovista Brasileña de 1928 a 1937. Un símbolo similar, también utilizado anteriormente por la Falange Venezolana en Venezuela.